# Lalage atrovirens
Lalage atrovirens là một loài chim trong họ Campephagidae.